# Sint-Andreaskerk (Weurt)
De Sint-Andreaskerk is een rooms-katholiek kerkgebouw in Weurt in de Nederlandse provincie Gelderland. De kerk werd tussen 1895 en 1898 in fasen gebouwd in neogotische stijl naar ontwerp van architect C.J.H. Franssen. Het gebouw is een rijksmonument.

## Geschiedenis
Al in de 13e eeuw stond in Weurt een kapel ter ere van Sint-Andreas. Het kerkje viel onder Sint-Stevenskerk van Nijmegen. Tijdens de reformatie viel Weurt onder Ubbergen. In 1738 werd Weurt samengevoegd met de kerkelijke gemeenten van Hees en Neerbosch.
Op 4 november 1797 werd de kerk weer door de katholieken in gebruik genomen. Weurt werd toen een zelfstandige parochie. In 1837 werd de kapel vervangen door een waterstaatskerk onder pastoraat van pastoor A. van den Bosch. Weurt kreeg daarmee een eigen parochiekerk. In 1858 is het schip met een travee aan de koorzijde verlengd en werd een nieuw koor gebouwd. In de jaren die volgden werd de kerk verfraaid. In 1867 en 1883 werd het interieur gepolychromeerd. In 1870 werden in de westelijke muur van het schip twee gebrandschilderde ramen aangebracht. En in 1871 beschilderde men het plafond. Door groei van de bevolking, onder meer door de vestiging van een grote steenfabriek in het dorp, nam het aantal parochianen toe en moest de kerk worden vergroot. Vanwege gebrek aan geld wilde pastoor F. Verhees een gedeeltelijke nieuwbouw plegen. Naar ontwerp van architect C. Franssen werden aan de oostkant van het bestaande kerkgebouw nog eens twee schiptraveeën en een koorpartij aangebouwd. De stenen waren een gift van de gebroeders Burgers, bekende steenfabrikanten uit het dorp. De aannemer was G. Mestrum uit Venlo.
In 1897 is de rest van de kerk vernieuwd. Weer werden de stenen geschonken door de lokale steenfabriek Burgers.

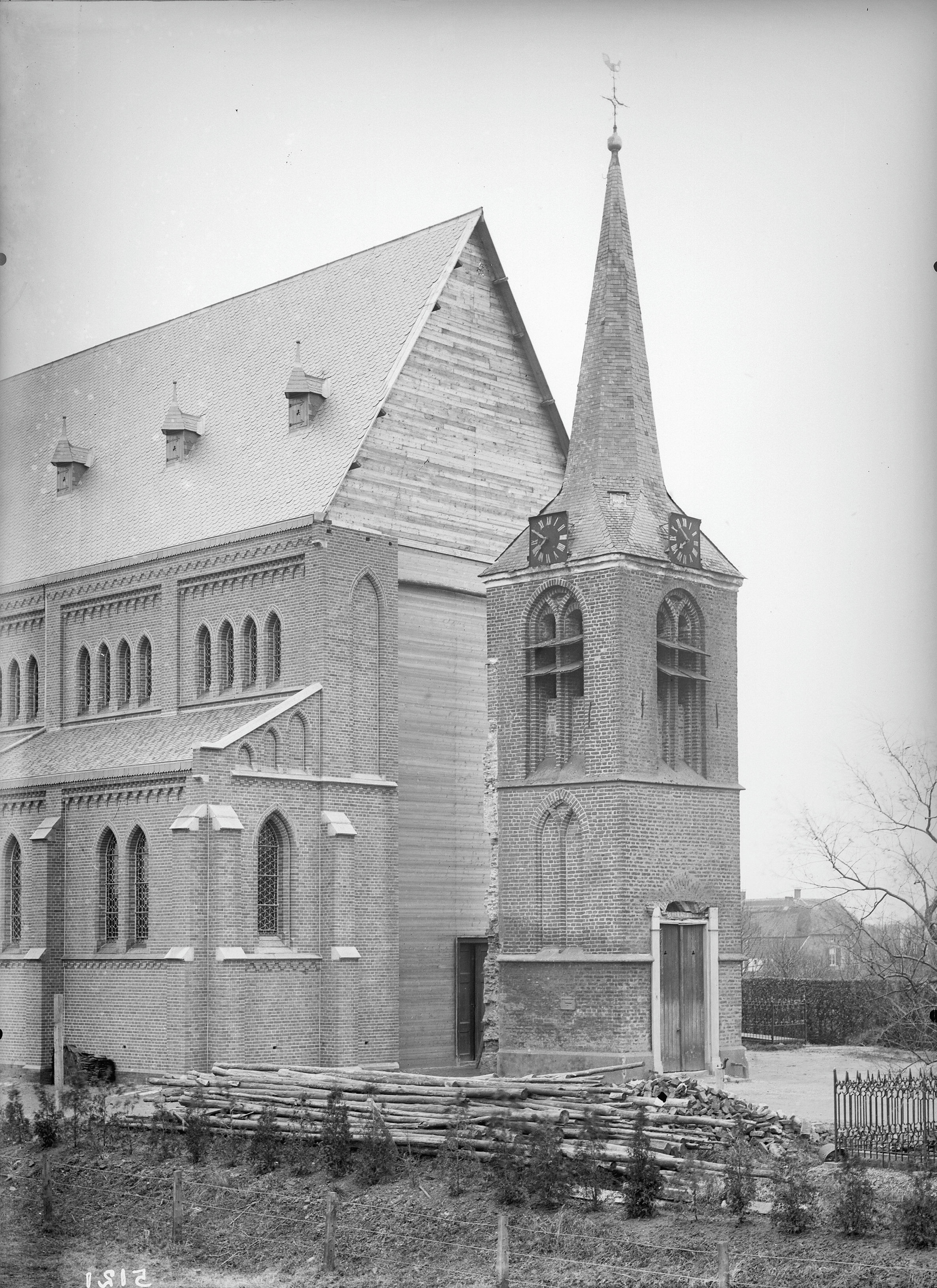
Aanzicht van de kerk in 1897, nog met de oude toren

Nu de kerk volledig vernieuwd was, restte alleen nog de kerktoren. De oude toren van de waterstaatskerk uit 1837 stond nog steeds op zijn plaats, los voor de kerk. Dat kwam omdat de toren eigendom was van de burgerlijke gemeente Weurt en niet van de parochie. Na enige juridische schermutselingen mocht de toren in 1898 worden gesloopt waarna een nieuwe toren verrees, ook naar ontwerp van Franssen. Op 12 september 1898 werd de kerk geconsacreerd.
Op 10 september 2023 werd het 125-jarig bestaan van de Sint-Andreaskerk gevierd. In de eredienst ter gelegenheid hiervan ging Gerard de Korte voor. Hij is bisschop van het bisdom 's-Hertogenbosch, de   Nederlandse Rooms-katholieke kerkprovincie waaronder de katholieke gemeenschap te Weurt valt.

## Architectuur
Ondanks de gefaseerde bouw oogt de kerk toch als een fraai geheel. Het is een driebeukige basiliek met een aan drie zijden gesloten koor en een westtoren. De toren bestaat uit vier geledingen.

## Interieur
De kerk heeft een zeer gaaf bewaard gebleven interieur, hoofdzakelijk uit de bouwperiode rond 1900. De polychromie is nog origineel evenals het gebrandschilderd glas van F. Nicolas en de meubilering van voornamelijk Hendrik van der Geld. Er zijn enkele oudere objecten zoals de barokke preekstoel (uit het eerste kwart van de 18e eeuw) en het orgel. Het grootste deel van de liturgische voorwerpen stamt uit het tweede en derde kwart van de 19e eeuw. Bijzonder is de torenmonstrans met een laatgotische bovenbouw op een neogotische voet. De altaren zijn van de hand van Hendrik van der Geld naar ontwerp van de architect.
Het orgel is van aanzienlijke leeftijd. Het is waarschijnlijk 1777 gebouwd door de Duitse orgelbouwer Antonius Friedrich Gottlieb Heyneman. Het heeft eerst in de kerk van Over- en Nederasselt gestaan, waarna het in 1804 naar Weurt kwam.

## Fotogalerij

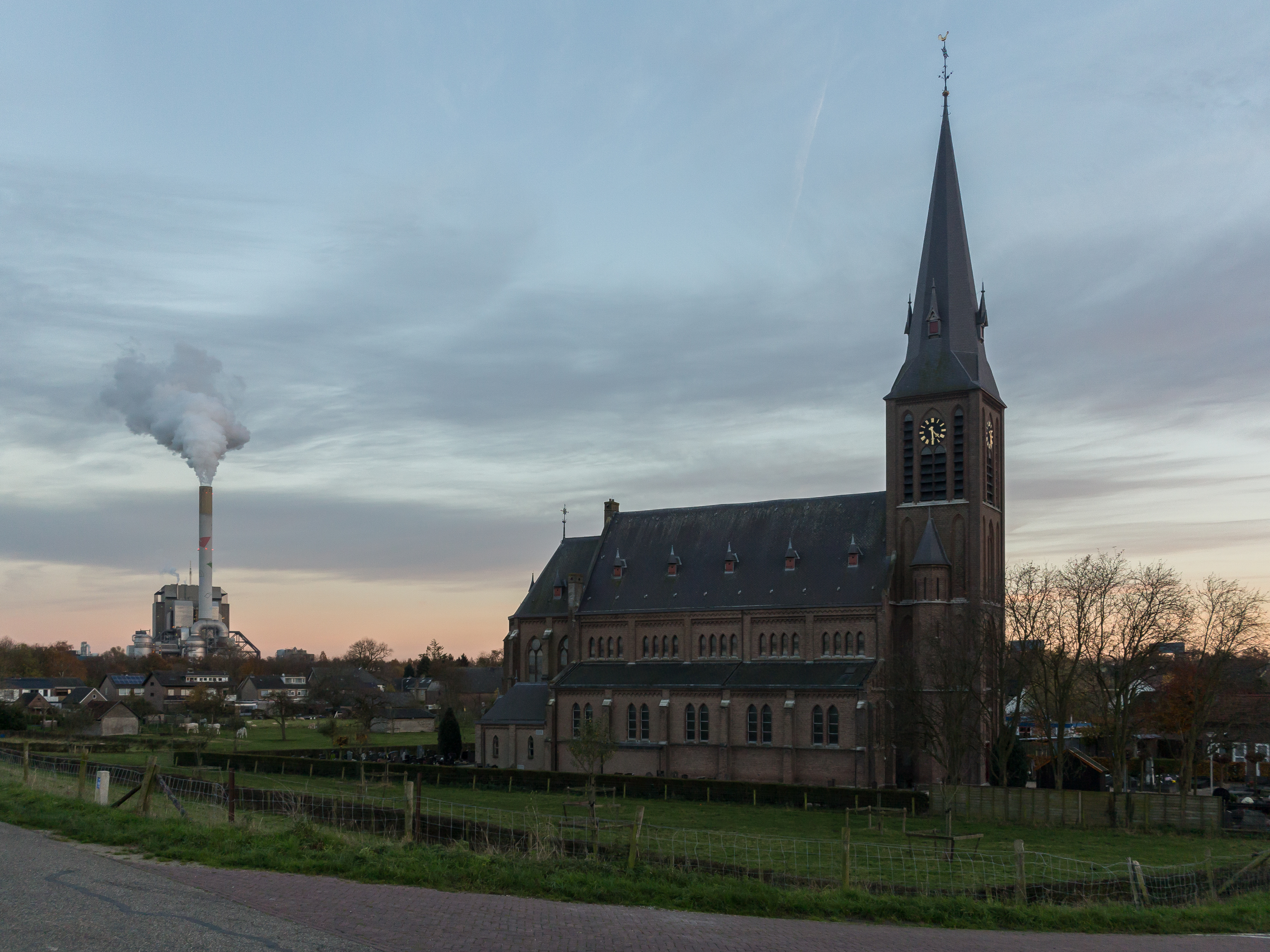
Zicht vanuit het noorden, op de achtergrond de inmiddels stilgelegde electriciteitscentrale van Nijmegen
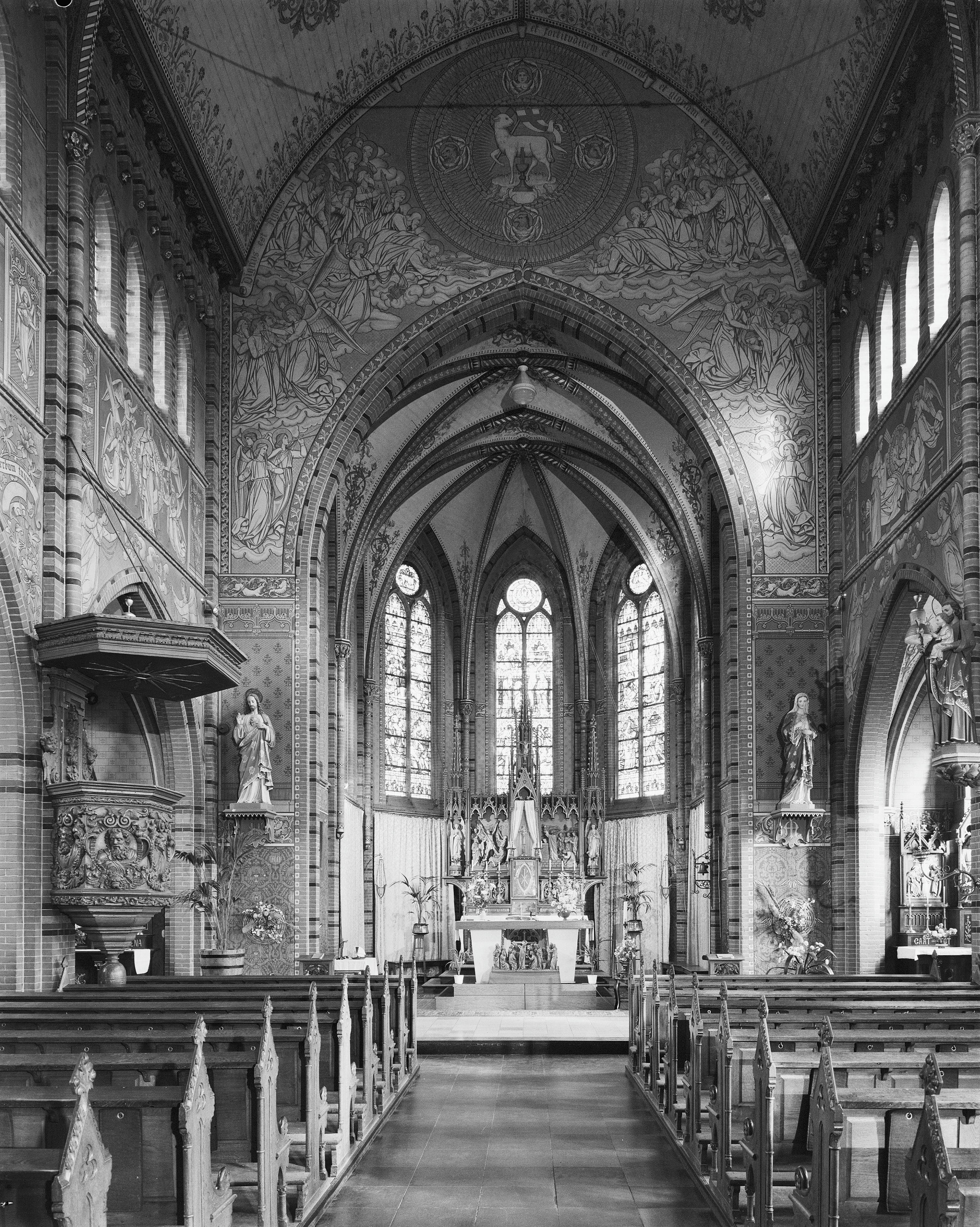
Interieur naar het oosten
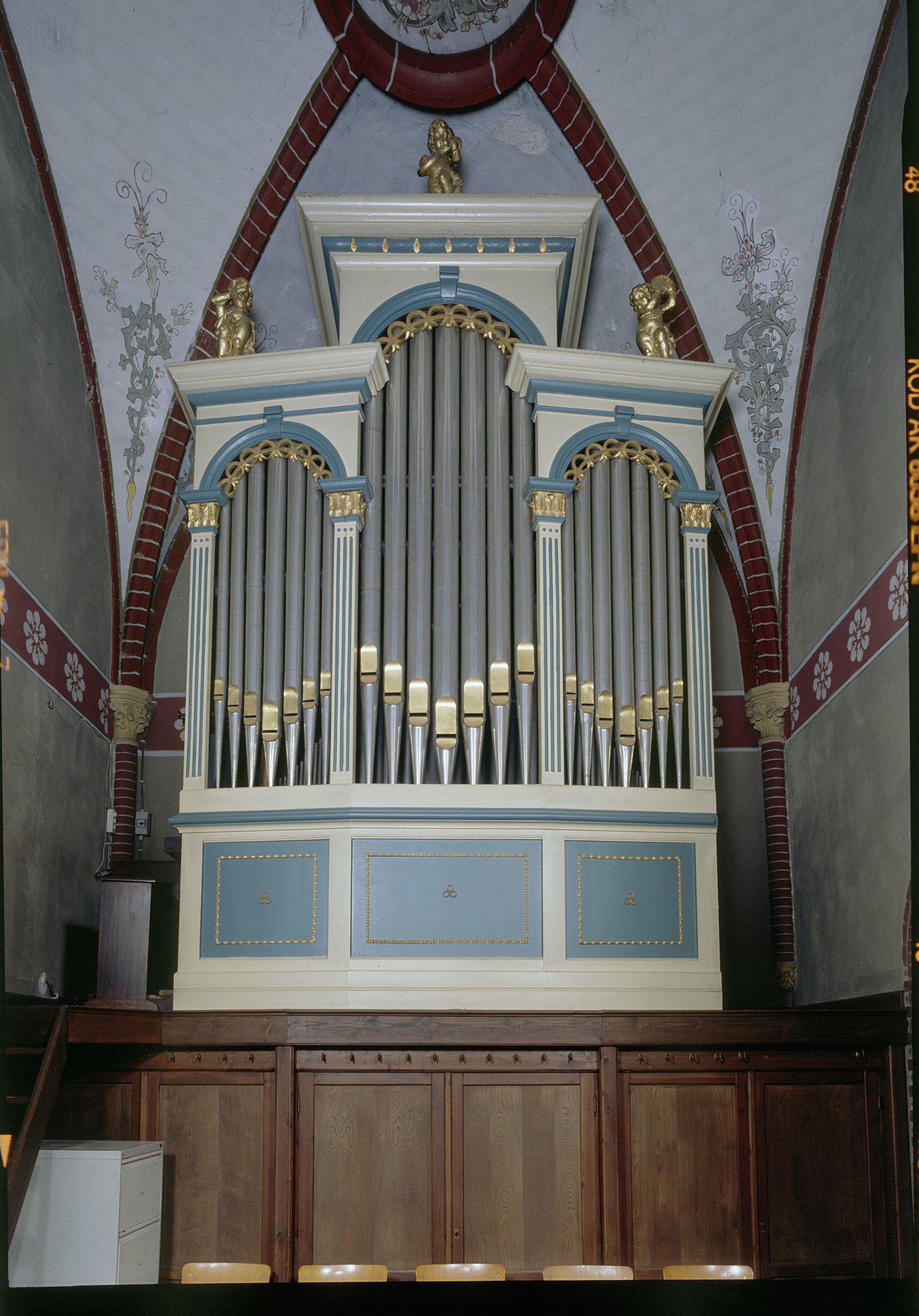
Interieur, aanzicht orgel
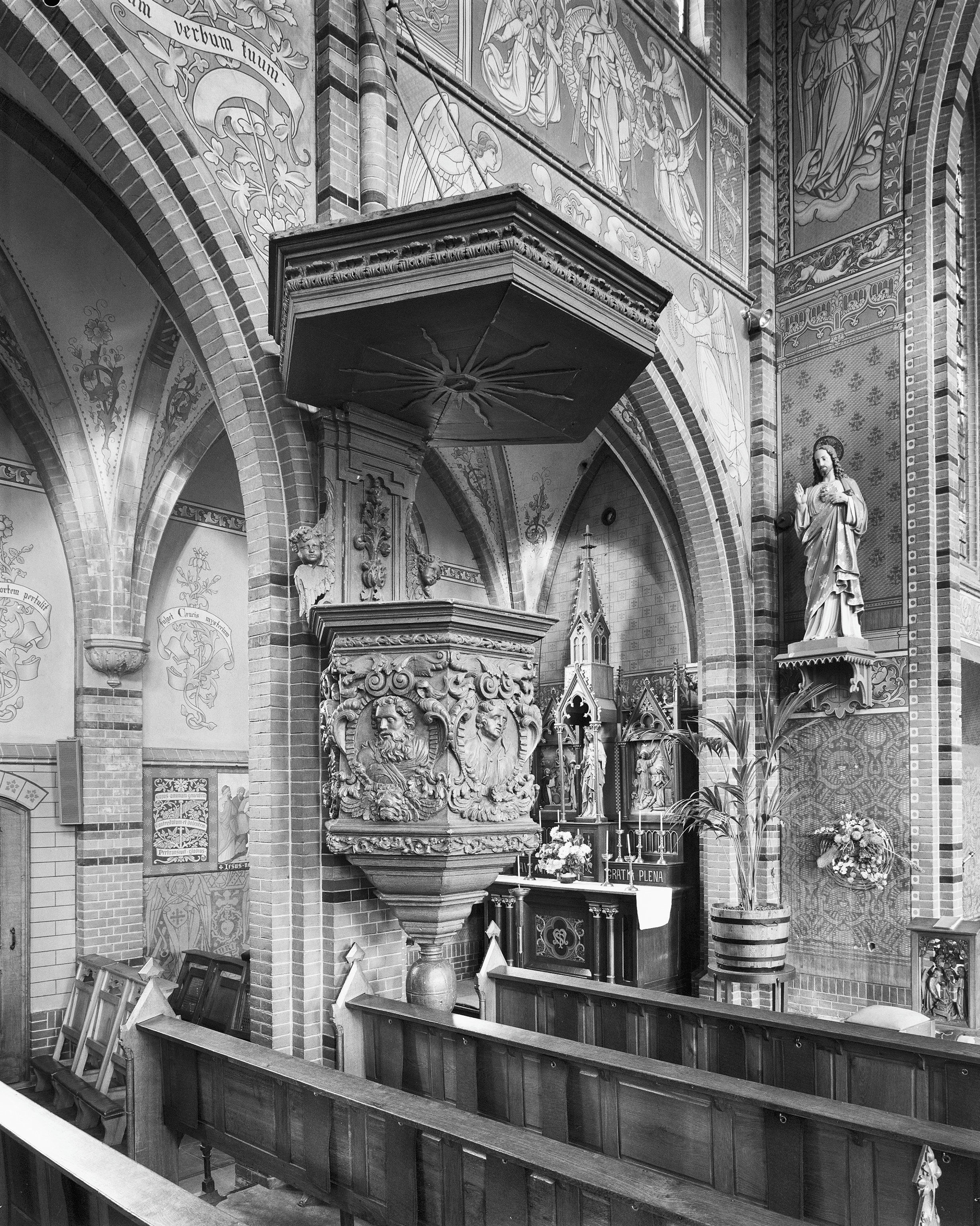
Barokke preekstoel, uit het eerste kwart van de 18e eeuw.
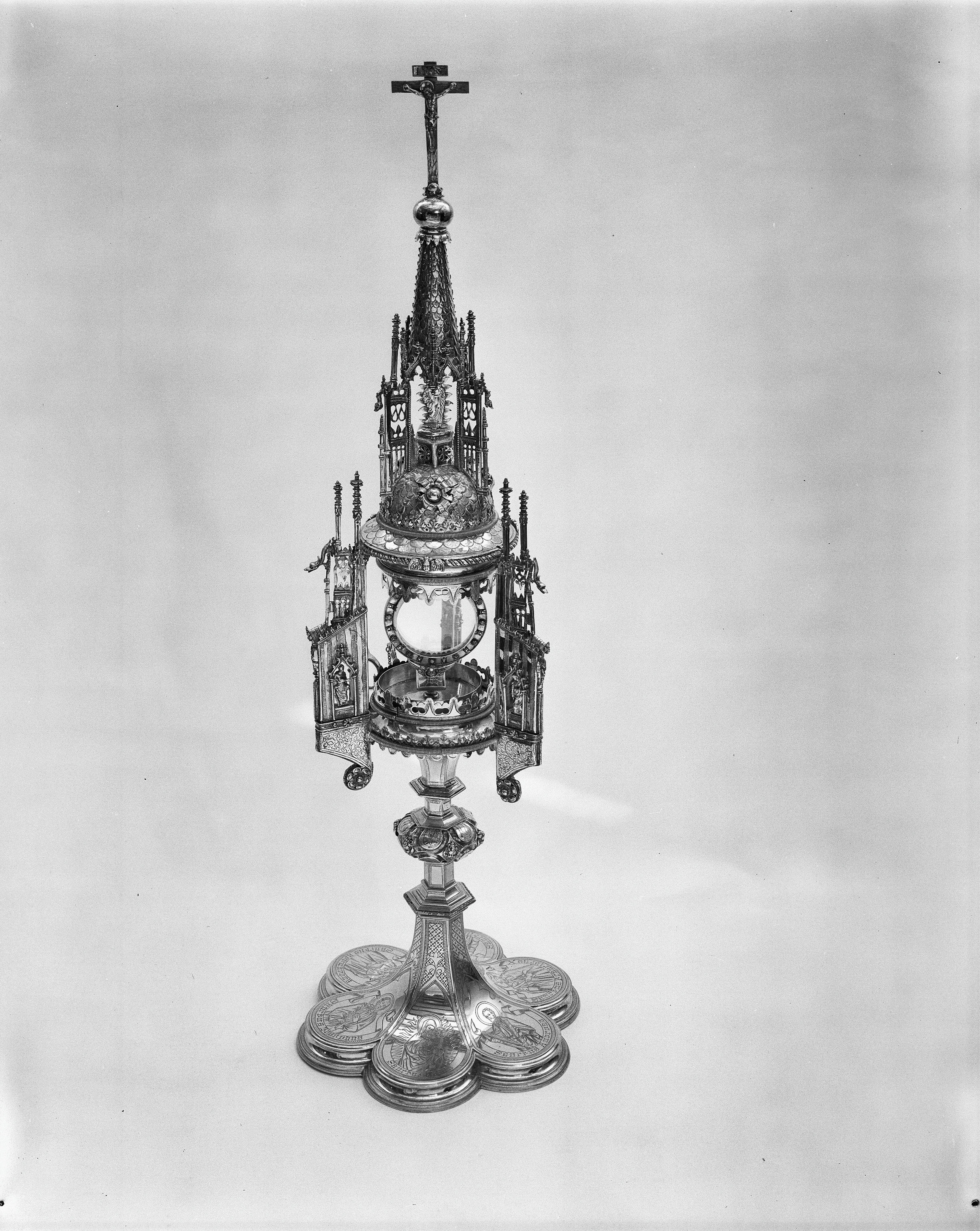
Torenmonstrans